# Cowley County
Cowley County ist ein County im Bundesstaat Kansas der Vereinigten Staaten. Der Verwaltungssitz (County Seat) ist Winfield. Das U.S. Census Bureau hat bei der Volkszählung 2020 eine Einwohnerzahl von 34.549 ermittelt.

## Geographie
Das County liegt im Südosten von Kansas, grenzt im Süden an Oklahoma und hat eine Fläche von 2933 Quadratkilometern, wovon 16 Quadratkilometer Wasserfläche sind. Es grenzt in Kansas im Uhrzeigersinn an folgende Countys: Butler County, Elk County, Chautauqua County, Sumner County und Sedgwick County.

## Geschichte
Cowley County wurde am 26. Februar 1867 aus Teilen des Butler County gebildet. Benannt wurde es nach Matthew Cowley, einer wichtigen Figur im Amerikanischen Bürgerkrieg.
20 Bauwerke und Stätten des Countys sind im National Register of Historic Places eingetragen.

## Demografische Daten

Alterspyramide des Cowley County

Nach der Volkszählung im Jahr 2000 lebten im Cowley County 36.291 Menschen in 14.039 Haushalten und 9616 Familien im Cowley County. Die Bevölkerungsdichte betrug 12 Einwohner pro Quadratkilometer. Ethnisch betrachtet setzte sich die Bevölkerung zusammen aus 90,13 Prozent Weißen, 2,70 Prozent Afroamerikanern, 1,96 Prozent amerikanischen Ureinwohnern, 1,53 Prozent Asiaten, 0,01 Prozent Bewohnern aus dem pazifischen Inselraum und 1,36 Prozent aus anderen ethnischen Gruppen; 2,3 Prozent stammten von 2 oder mehr Ethnien ab. 3,59 Prozent der Bevölkerung waren spanischer oder lateinamerikanischer Abstammung.
Von den 14.039 Haushalten hatten 32,2 Prozent Kinder unter 18 Jahren, die mit ihnen gemeinsam lebten. 55,2 Prozent waren verheiratete, zusammenlebende Paare, 9,6 Prozent waren allein erziehende Mütter und 31,5 Prozent waren keine Familien. 27,9 Prozent aller Haushalte waren Singlehaushalte und in 13,2 Prozent lebten Menschen mit 65 Jahren oder darüber. Die Durchschnittshaushaltsgröße betrug 2,46 und die durchschnittliche Familiengröße betrug 3,00 Personen.
26,0 Prozent der Bevölkerung waren unter 18 Jahre alt. 9,9 Prozent zwischen 18 und 24 Jahre, 26,0 Prozent zwischen 25 und 44 Jahre, 22,2 Prozent zwischen 45 und 64 Jahre und 15,9 Prozent waren 65 Jahre alt oder älter. Das Durchschnittsalter betrug 37 Jahre. Auf 100 weibliche Personen kamen 95,7 männliche Personen. Auf 100 erwachsene Frauen ab 18 Jahren kamen 94,2 Männer.
Das jährliche Durchschnittseinkommen eines Haushalts betrug 34.406 USD, das Durchschnittseinkommen einer Familie betrug 43.636 USD. Männer hatten ein Durchschnittseinkommen von 31.703 USD, Frauen 21.341 USD. Das Prokopfeinkommen betrug 17.509 USD.
9,2 Prozent der Familien und 12,9 Prozent der Bevölkerung lebten unterhalb der Armutsgrenze.

## Orte im County
- Akron
- Arkansas City
- Atlanta
- Burden
- Cambridge
- Cameron
- Dale
- Dexter
- Eaton
- Floral
- Geuda Springs
- Glen Crouse
- Grand Summit
- Hackney
- Hooser
- Kellogg
- Maple City
- Moxham
- New Salem
- Parkerfield * Parkerfield
- Rainbow Bend * Rainbow Bend
- Rock
- Silverdale
- Taussig
- Tisdale
- Tresham
- Udall
- Vinton
- Wilmot
- Winfield

Townships
- Beaver Township
- Bolton Township
- Cedar Township
- Creswell Township
- Dexter Township
- Fairview Township
- Grant Township
- Harvey Township
- Liberty Township
- Maple Township
- Ninnescah Township
- Omnia Township
- Otter Township
- Pleasant Valley Township
- Richland Township
- Rock Creek Township
- Salem Township
- Sheridan Township
- Silver Creek Township
- Silverdale Township
- Spring Creek Township
- Tisdale Township
- Vernon Township
- Walnut Township
- Windsor Township